# Marco Brito
Marco Brito (4 de agosto de 1977) es un exfutbolista brasileño que se desempeñaba como delantero.
Jugó para clubes como el Fluminense, Yokohama F. Marinos, Coritiba, APOEL de Nicosia, Vasco da Gama, Santa Cruz y Ponte Preta.

## Trayectoria

### Clubes
| Club                | País   | Año         |
| ------------------- | ------ | ----------- |
| Fluminense          | Brasil | 1997 - 2001 |
| Yokohama F. Marinos | Japón  | 2001        |
| Fluminense          | Brasil | 2002        |
| Coritiba            | Brasil | 2003        |
| APOEL de Nicosia    | Chipre | 2004        |
| Vasco da Gama       | Brasil | 2005        |
| Santa Cruz          | Brasil | 2006        |
| Ponte Preta         | Brasil | 2006        |
| America             | Brasil | 2007 - 2008 |
| CSA                 | Brasil | 2009        |
| Morrinhos           | Brasil | 2010        |
| São Gonçalo         | Brasil | 2012        |